# Sean Hood
Sean Hood (n. 13 august 1966, Milwaukee, Wisconsin) este un scenarist american cel mai notabil pentru realizarea unor filme de groază și, mai recent, de acțiune/thrillere.

## Lucrări

### Filmografie
- Hercules: The Legend Begins (2014) (scenarist)
- Conan the Barbarian (scenarist)
- Melancholy Baby (2008) (scurt metraj) (scenarist/regizor)
- Nellie Bly (în dezvoltare) (scenarist)[3]
- The Breathtaker (în dezvoltare) (scenarist)[4]
- The Crow: Wicked Prayer (2005) (scenarist)
- Cursed (2005) (rescriere nemenționată)[5]
- Cube 2: Hypercube (2002) (scenarist) (povestire)
- Halloween: Resurrection (2002) (scenarist)
- The Shy and the Naked (1998) (film de scurt metraj) (scenarist/regizor)

### Televiziune
- Sick (în dezvoltare) (scenarist)[6] serial The CW
- The Dorm (în filmări) (scenarist) serial MTV
- Fear Itself (2008) (episodul 1.10 "Echoes") (scenarist)
- Masters of Horror (2006) (episodul 1.10 "Sick Girl") (scenarist)

## Legături externe
- Sean Hood la Internet Movie Database
- Sean Hood la CineMagia